# Osterode am Harz
Osterode am Harz település Németországban, azon belül Alsó-Szászország tartományban. Lakosainak száma 21 382 fő (2023. december 31.).

## Fekvése
A B 243-as út mellett, Northeimtől keletre fekvő település.

## Története

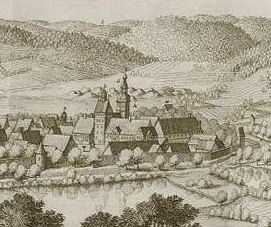

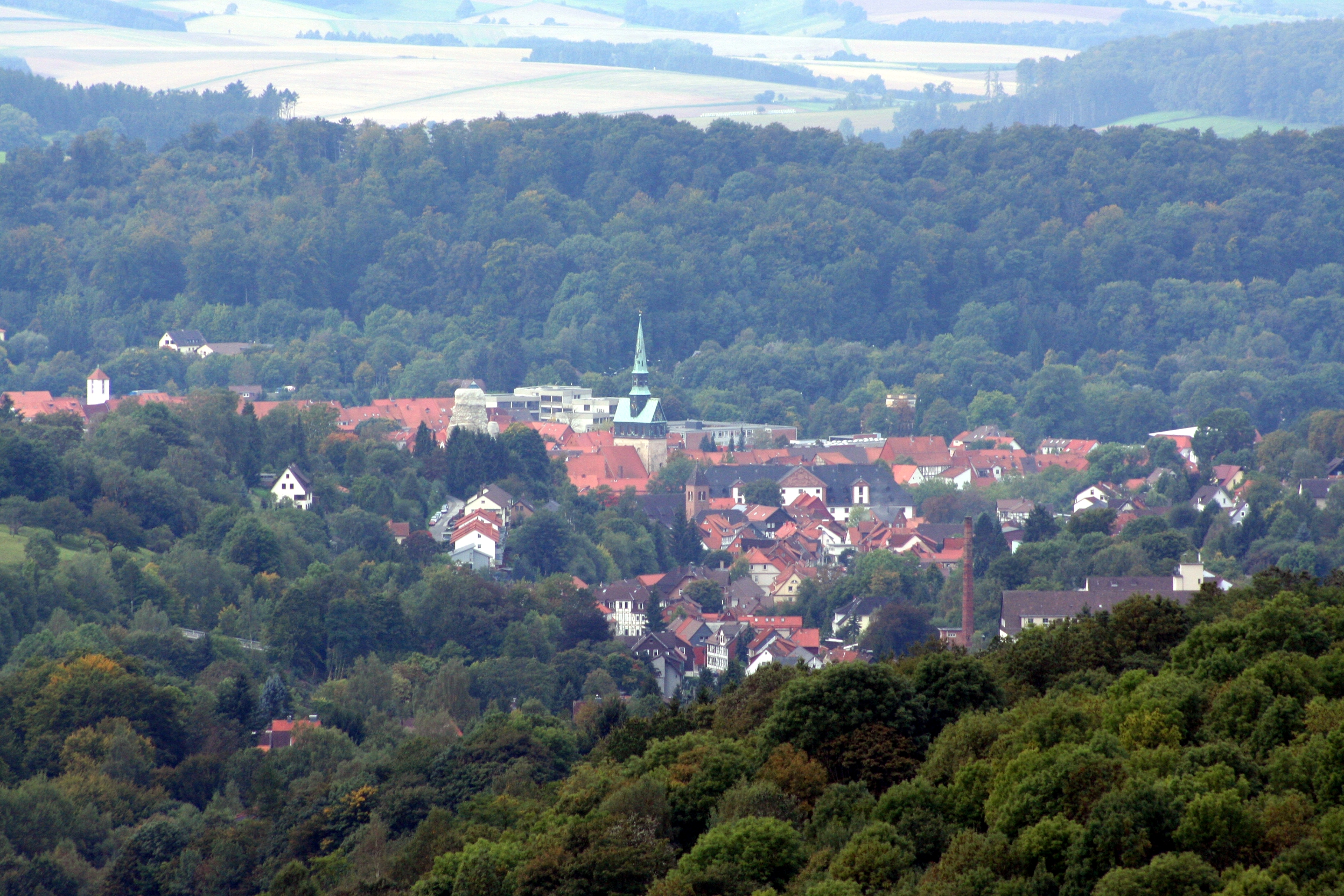

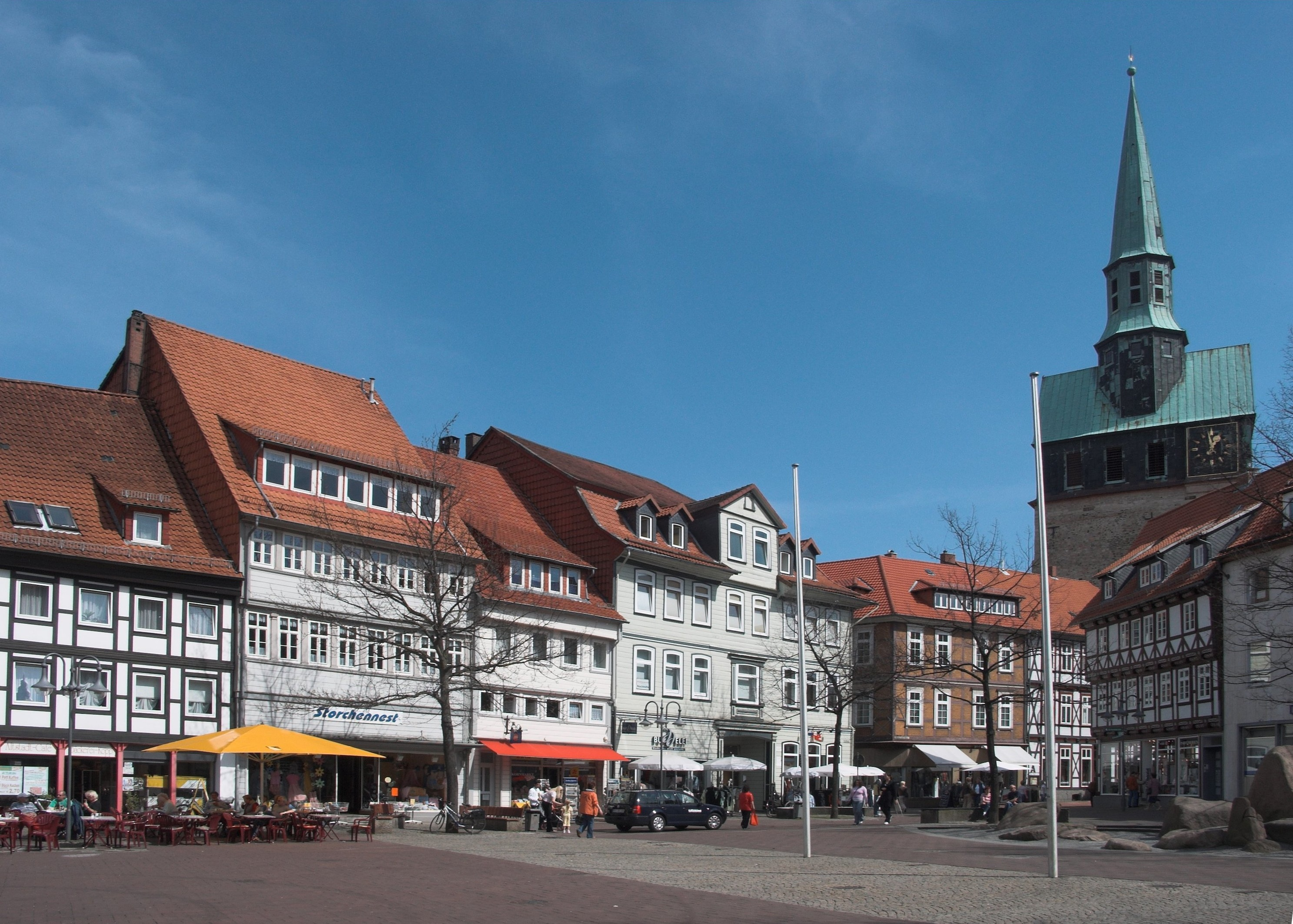

A város már több mint 800 éve fennáll. Középkori városképe a 2 km hosszú városfallal és számtalan bástyatoronnyal, régi templomaival, gazdagon díszített polgárházainak sorával mind a mai napig megmaradt.

## Klímája
A Harz-hegység nyugati lábánál fekvő festői szépségű régi városka klímája nagyon kellemes, mivel az erdős hegyvonulatok felfogják a zord északi és keleti szeleket, ezért a Harz egyik turista központjává vált.

## Nevezetességek
- Városháza (Rathaus) - 1388-ban épült. Az 1552-es nagy tűzvész után megújították, majd a 18. században barokk formát öltött. A házat gazdagon díszített kiugró erkélyek tagolják. Nagyon szép az oszlopcsarnoka és a Ratskeller is.
- Helytörténeti múzeum - A Lovagok házában (Ritterhaus) található. A múzeumnak gazdag várostörténeti gyűjteménye van és itt találhatók a Harz előhegységében feltárt régészeti leletek is.
- Piactéri templom (Marktkirche) - A templomot a 16. században újjáépítették. Benne 7 sír őrzi a Braunsweig-Grubenhagen hercegi család tagjainak hamvait. A templom fából készült mennyezete a 16-17. században készült. 1589-ben készült a fából faragott keresztelőmedencéje, oltára 1659-ből való.
- Szent Jakab templom (Schlosskirche St. Jacob) - eredetileg az 1233-ban alapított cisztercita kolostor temploma volt? a kolostort 1540-ben megszüntették, az épületet kastéllyá alakították át, majd végül 1752-ben templom lett belőle. Az épület több barokk építőelemet őriz, 15. századból származó két barokk, festett oltárasztala is figyelemre méltó.
- Kornmarkt - itt láthatók a Harz-hegység tipikus eszterhéjas házai, 16-17. századból való faragott díszítésükkel.

## Galéria

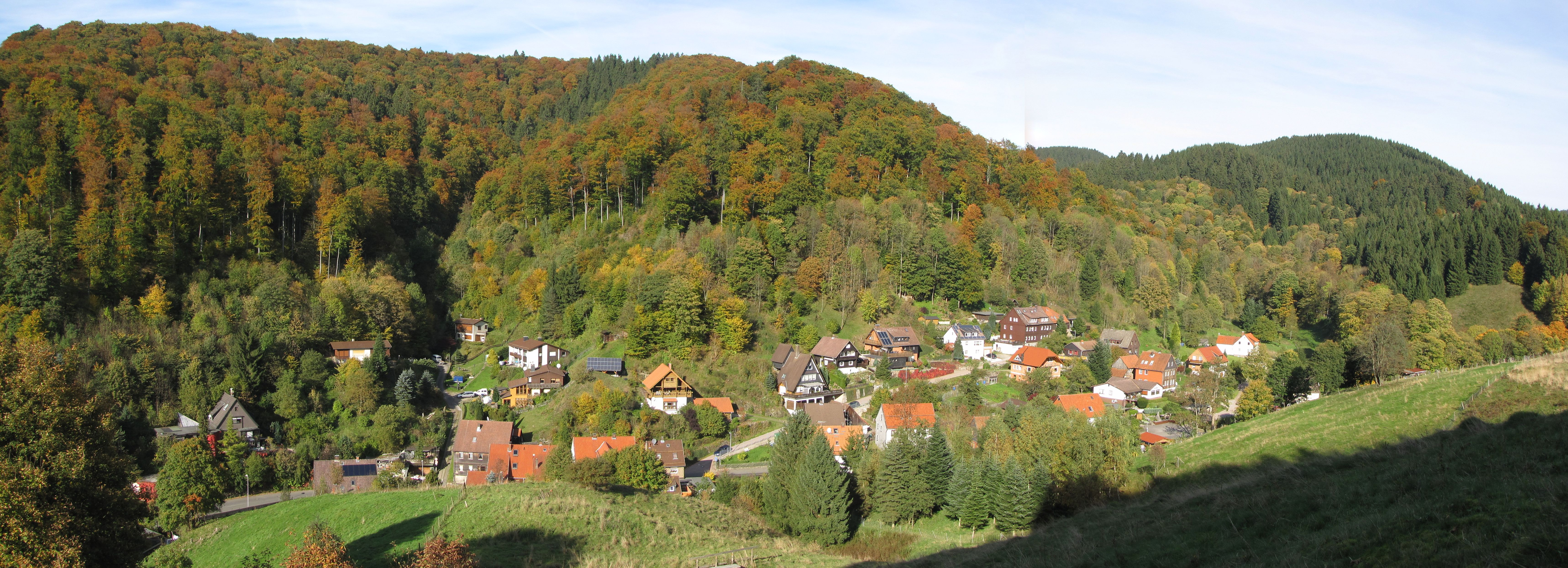
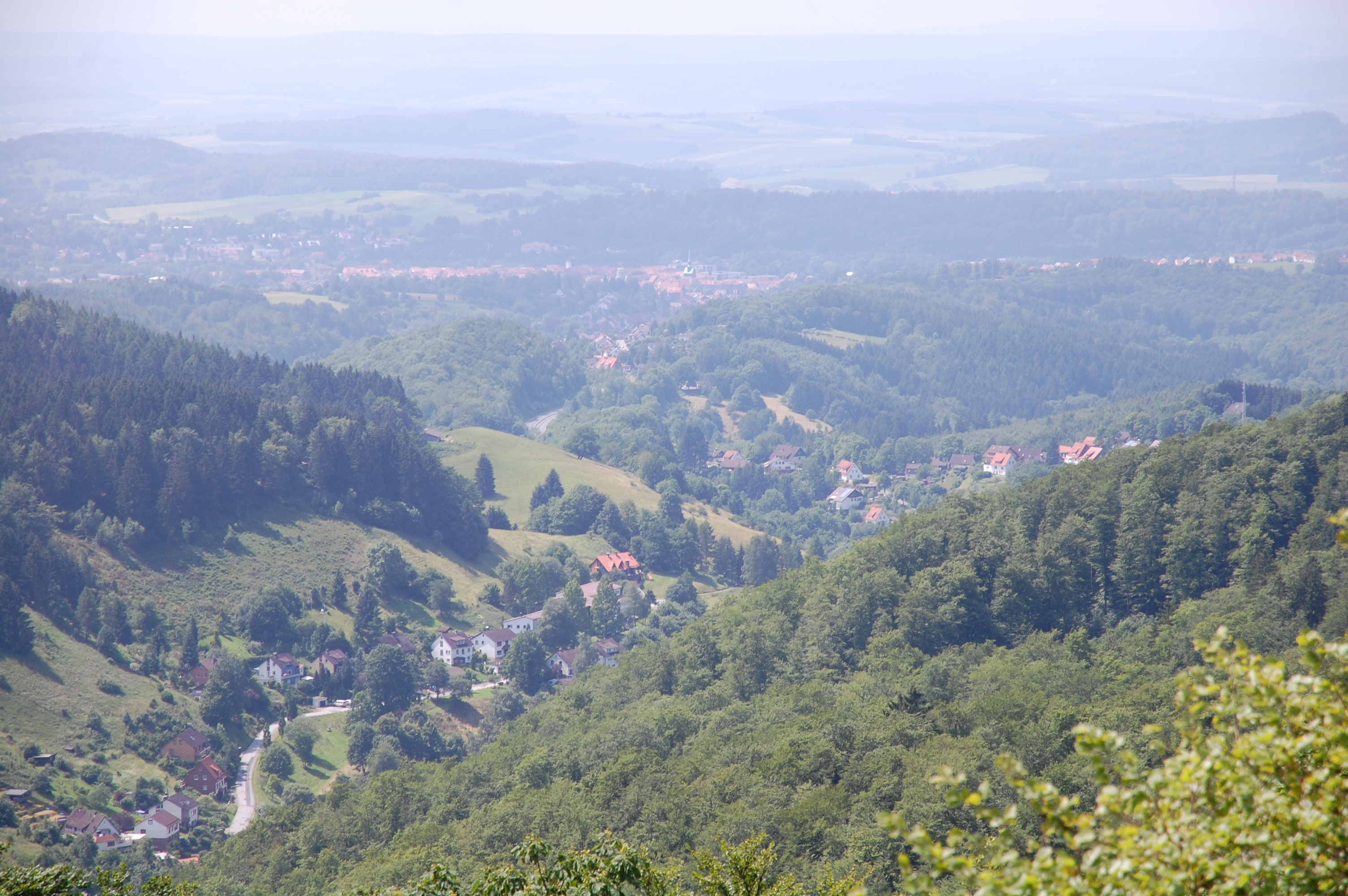
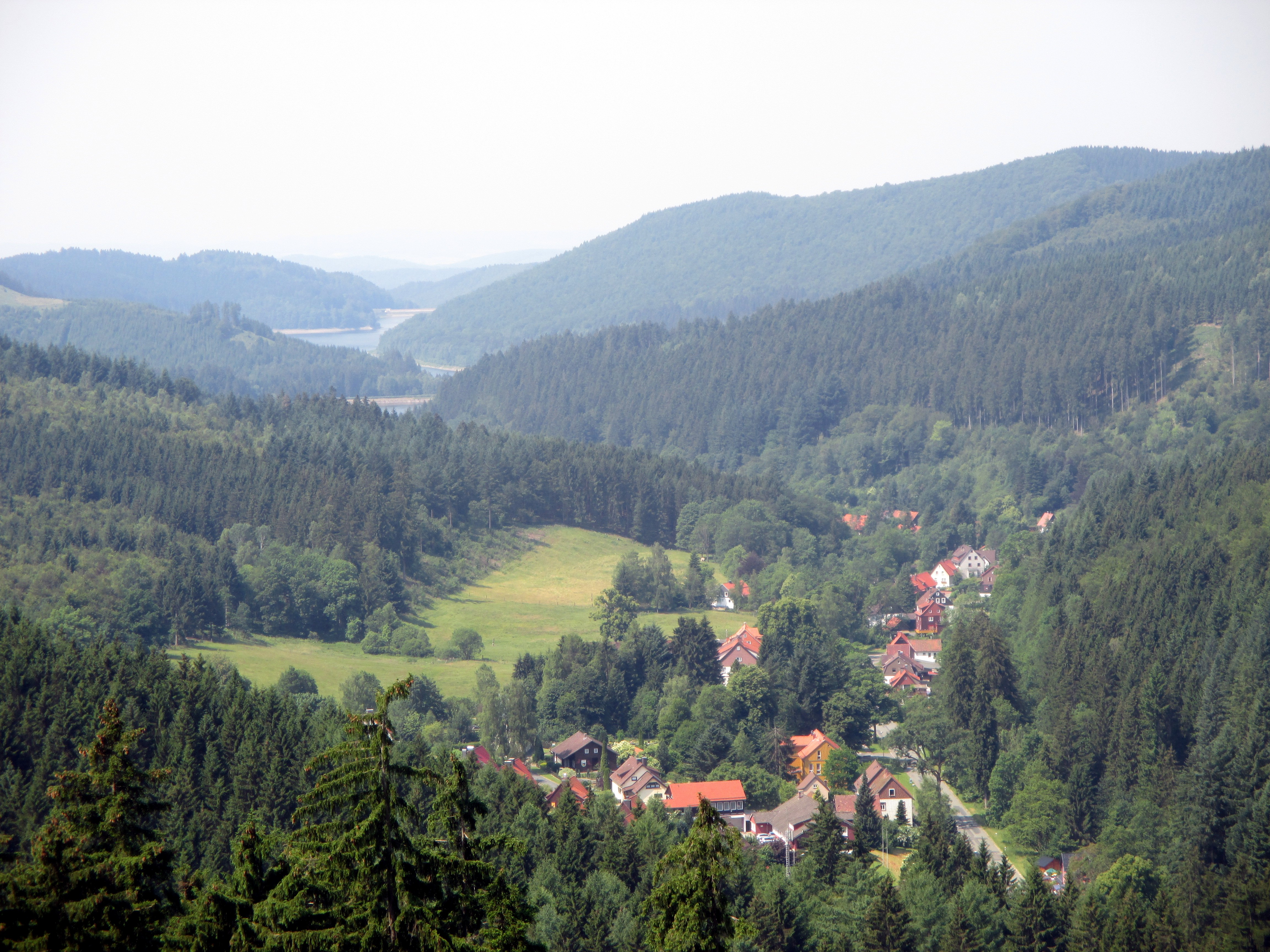
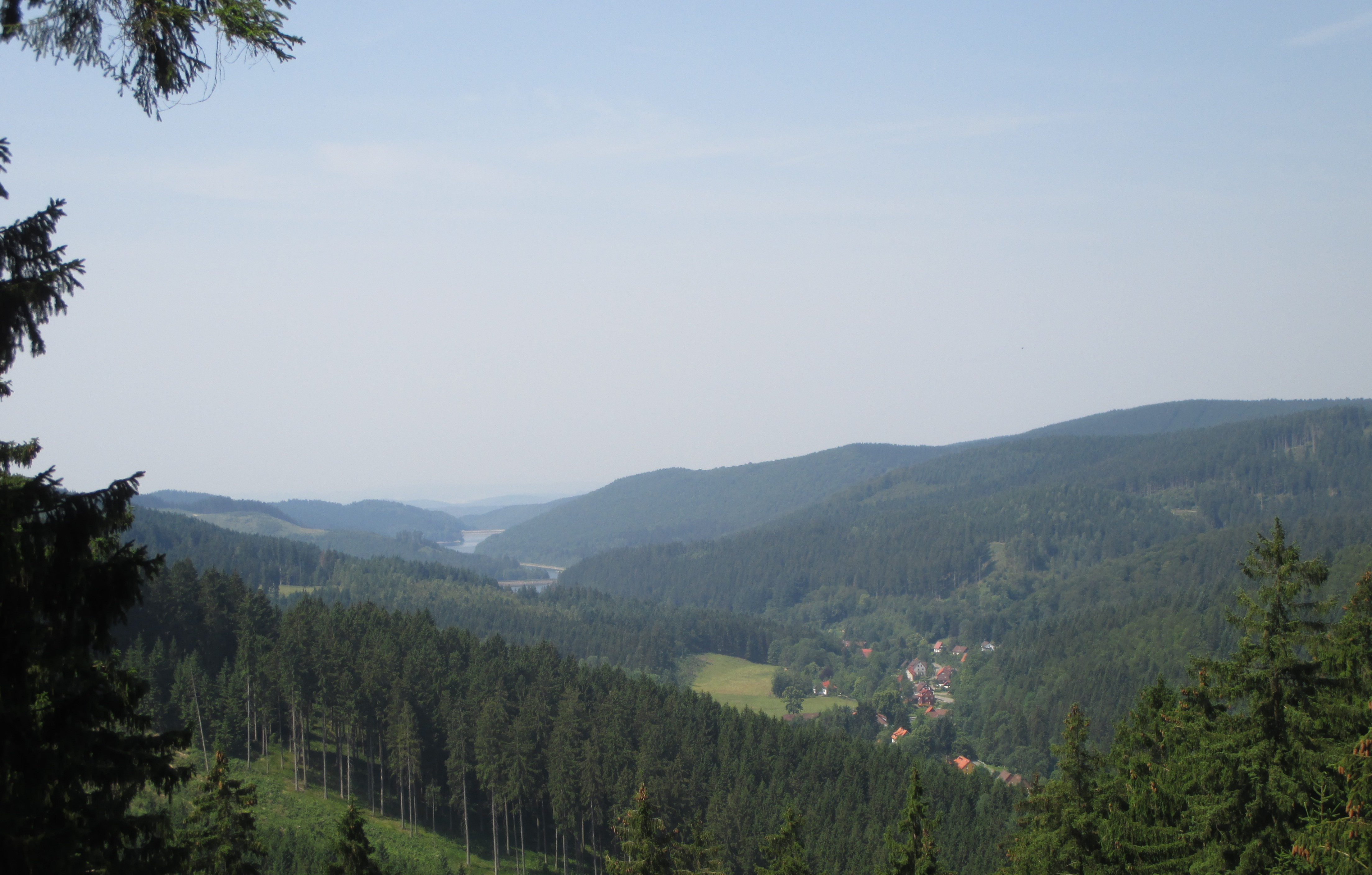
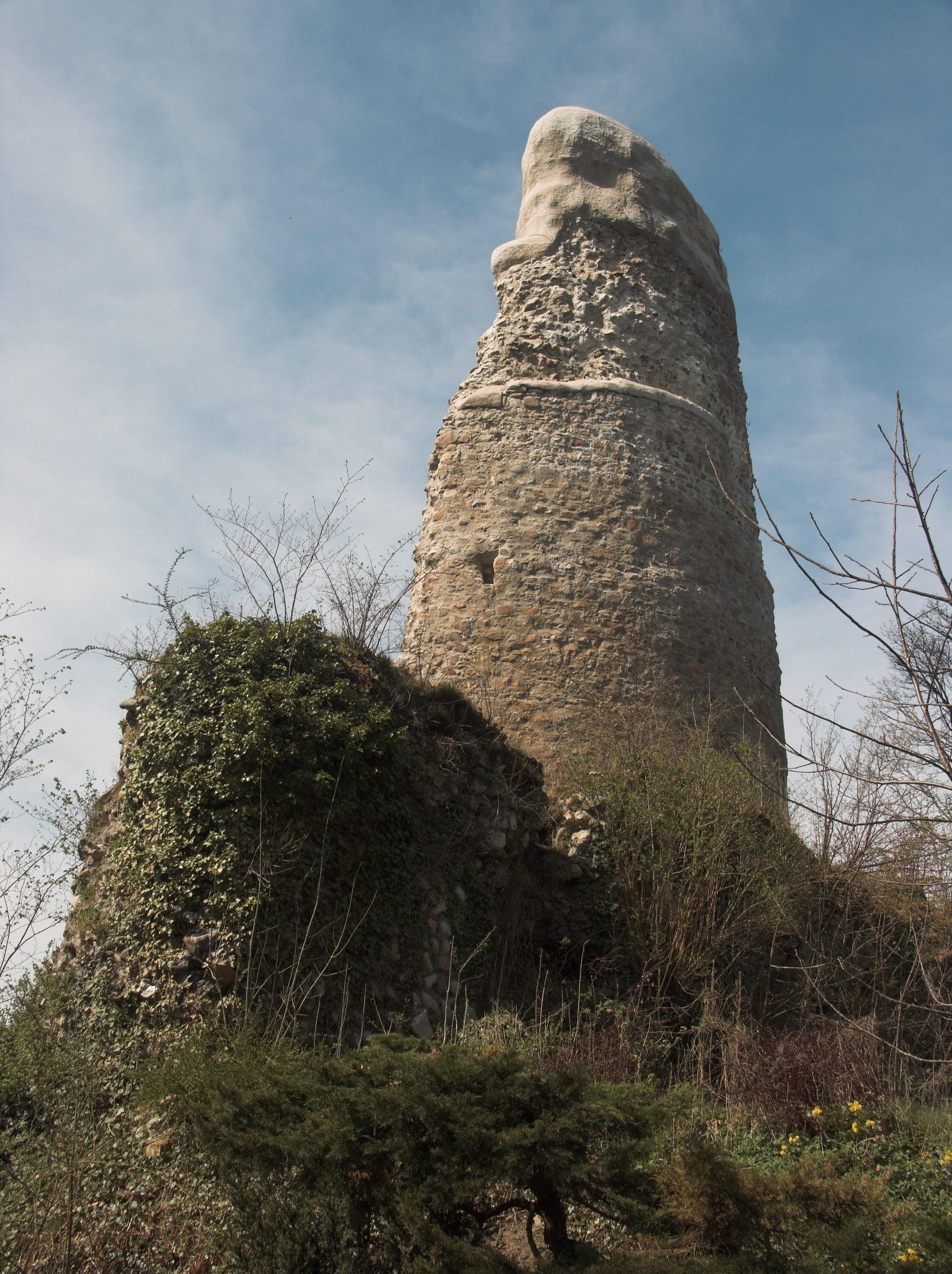
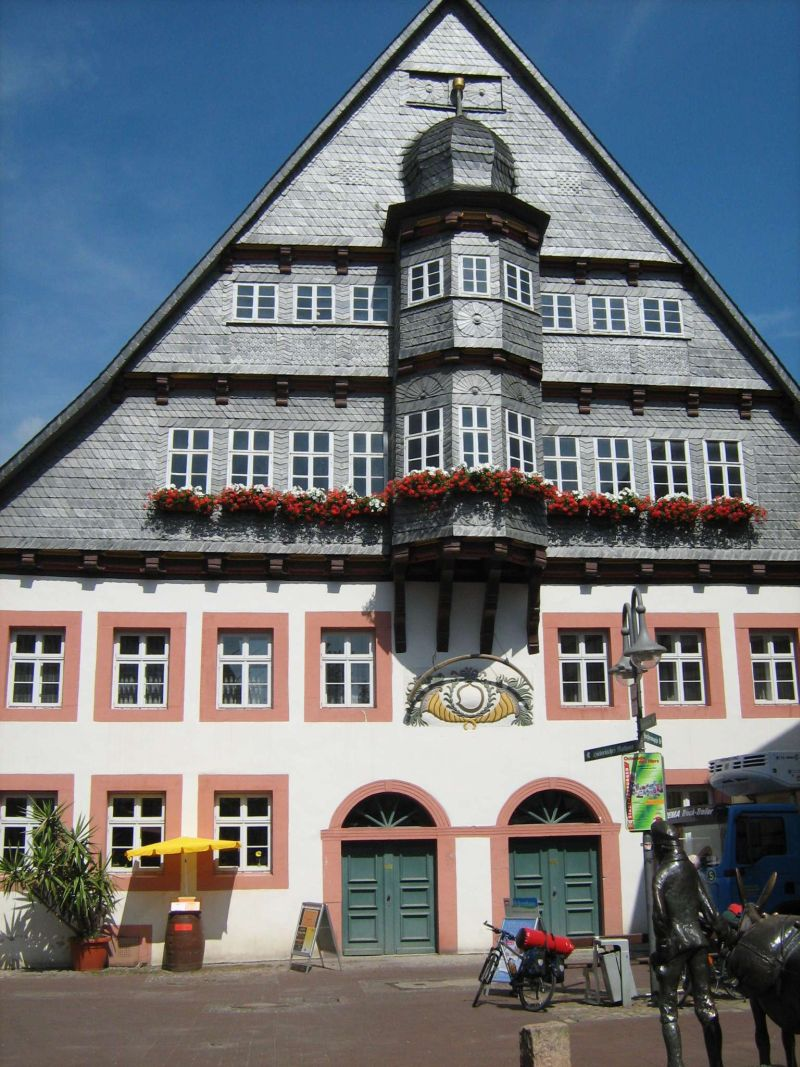
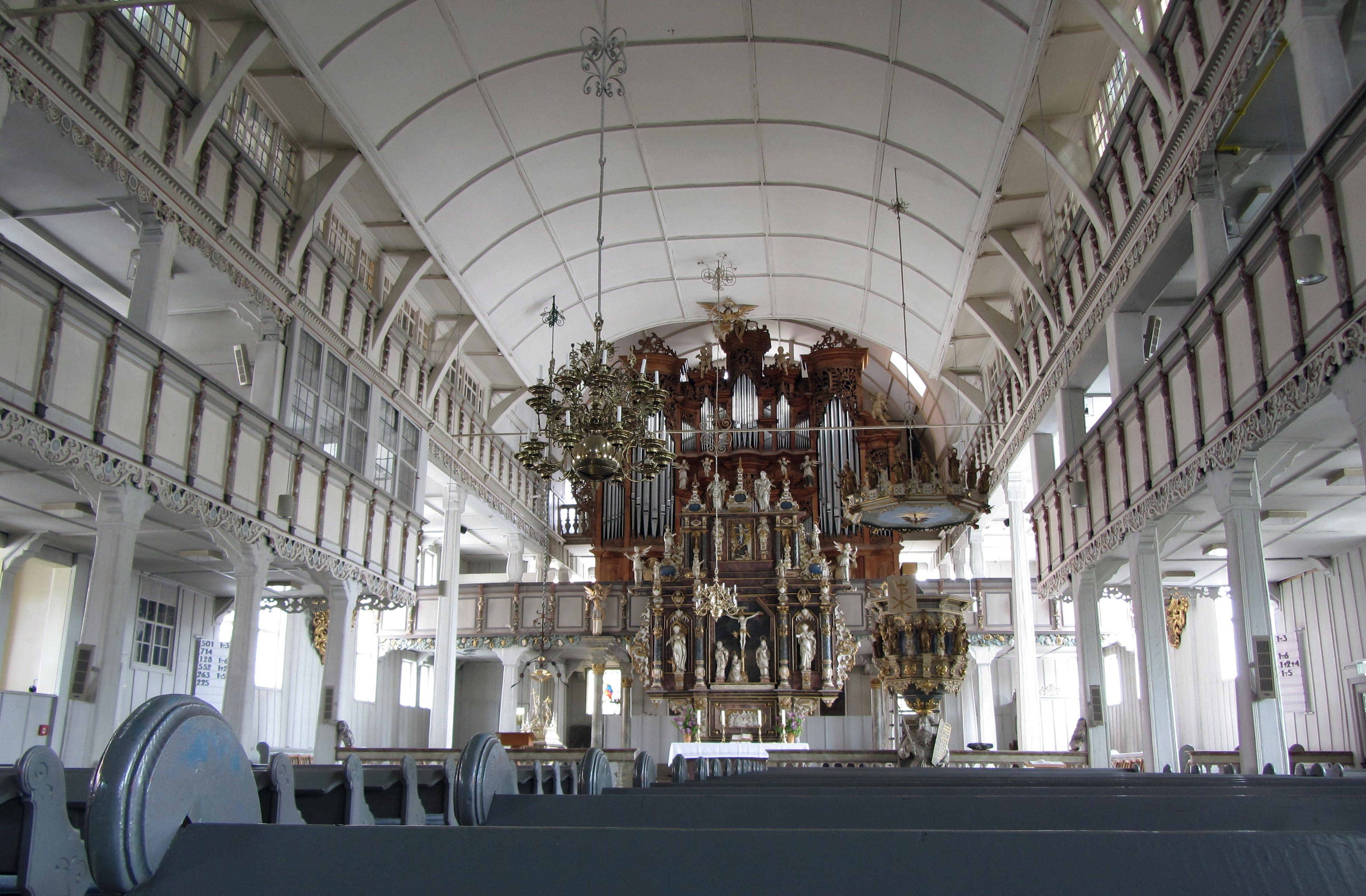
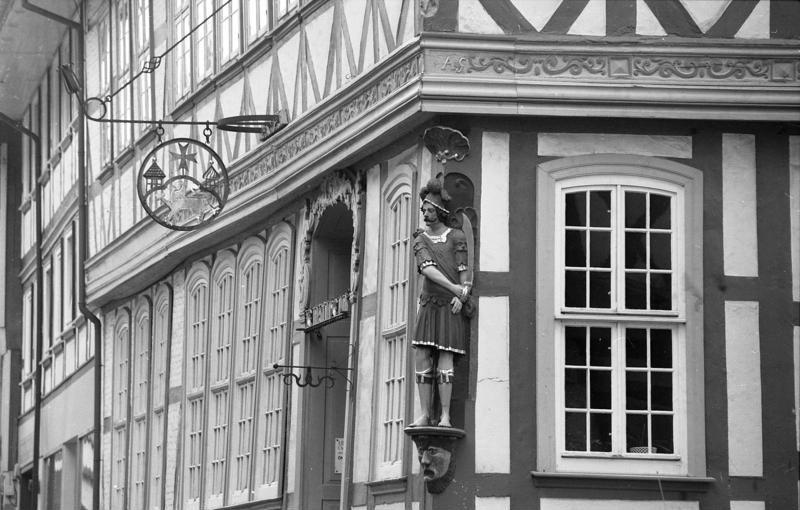
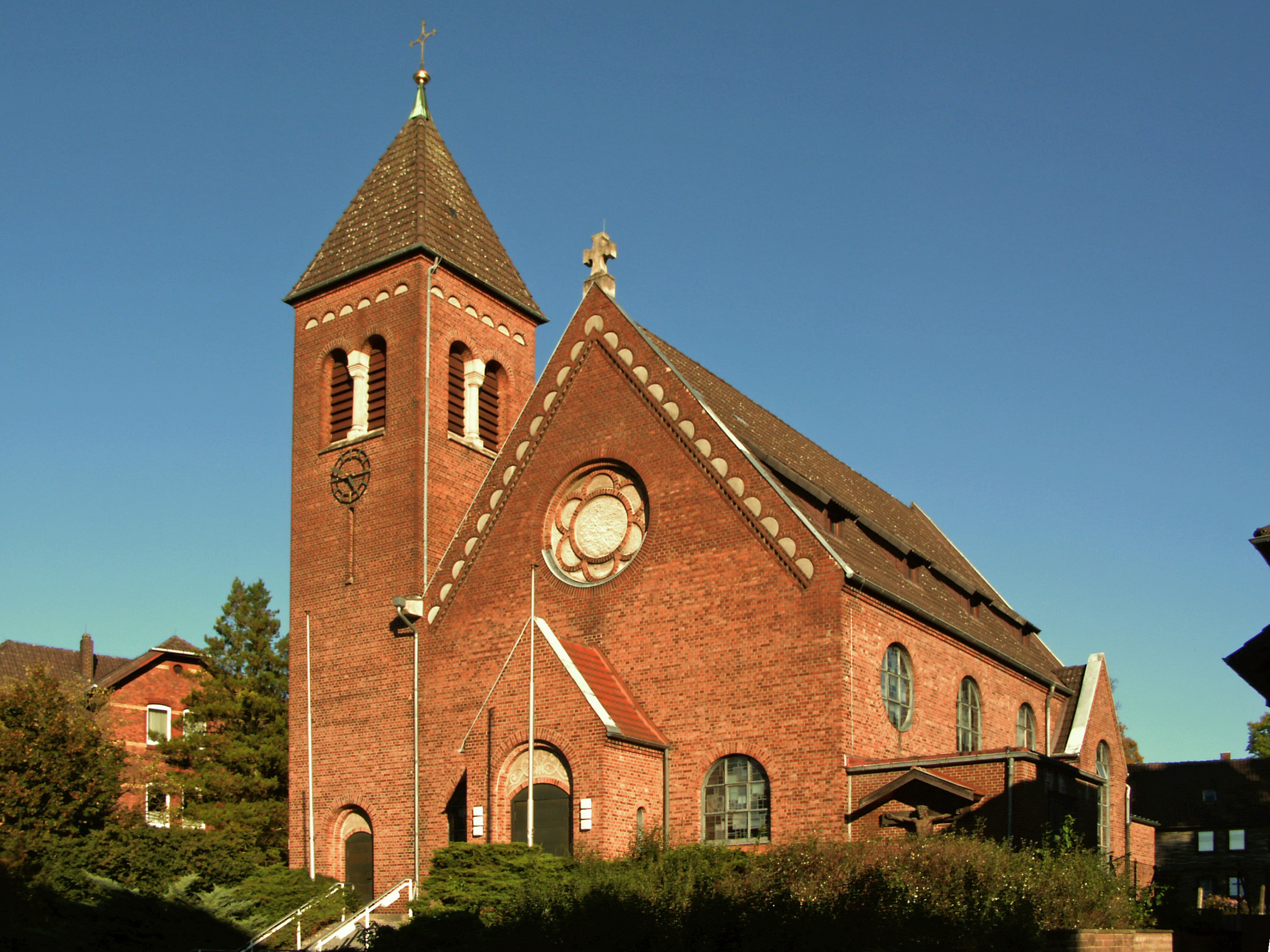
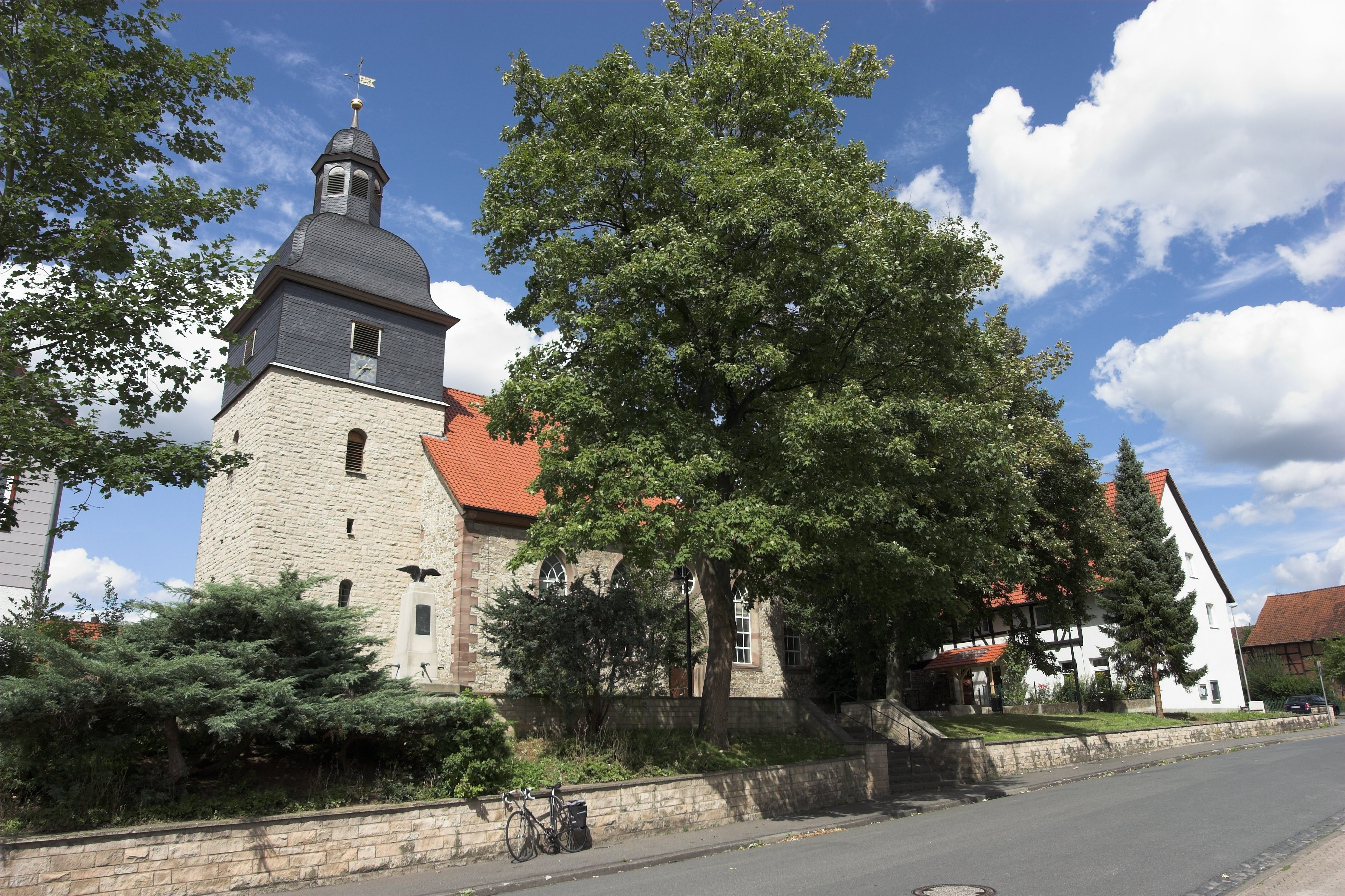
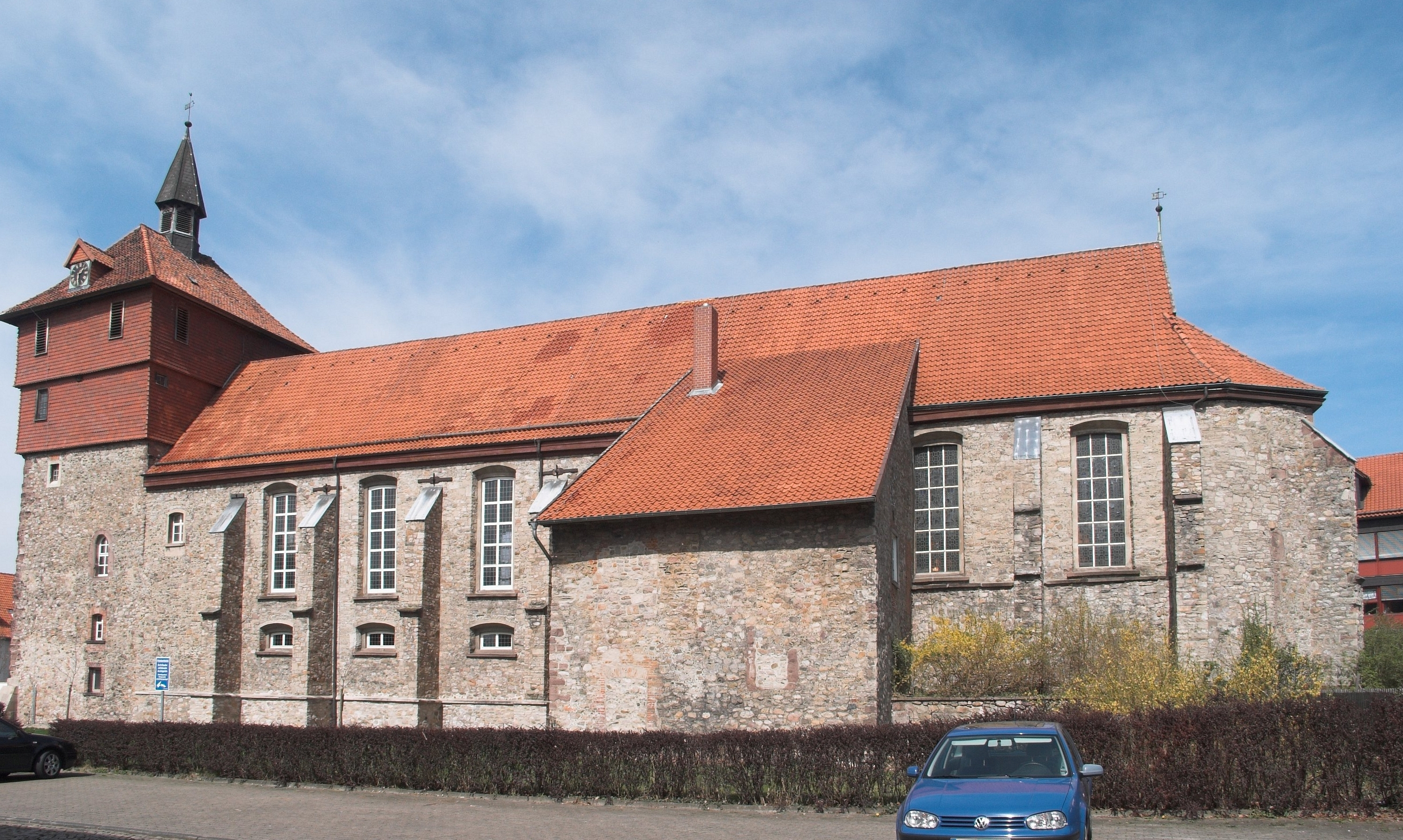
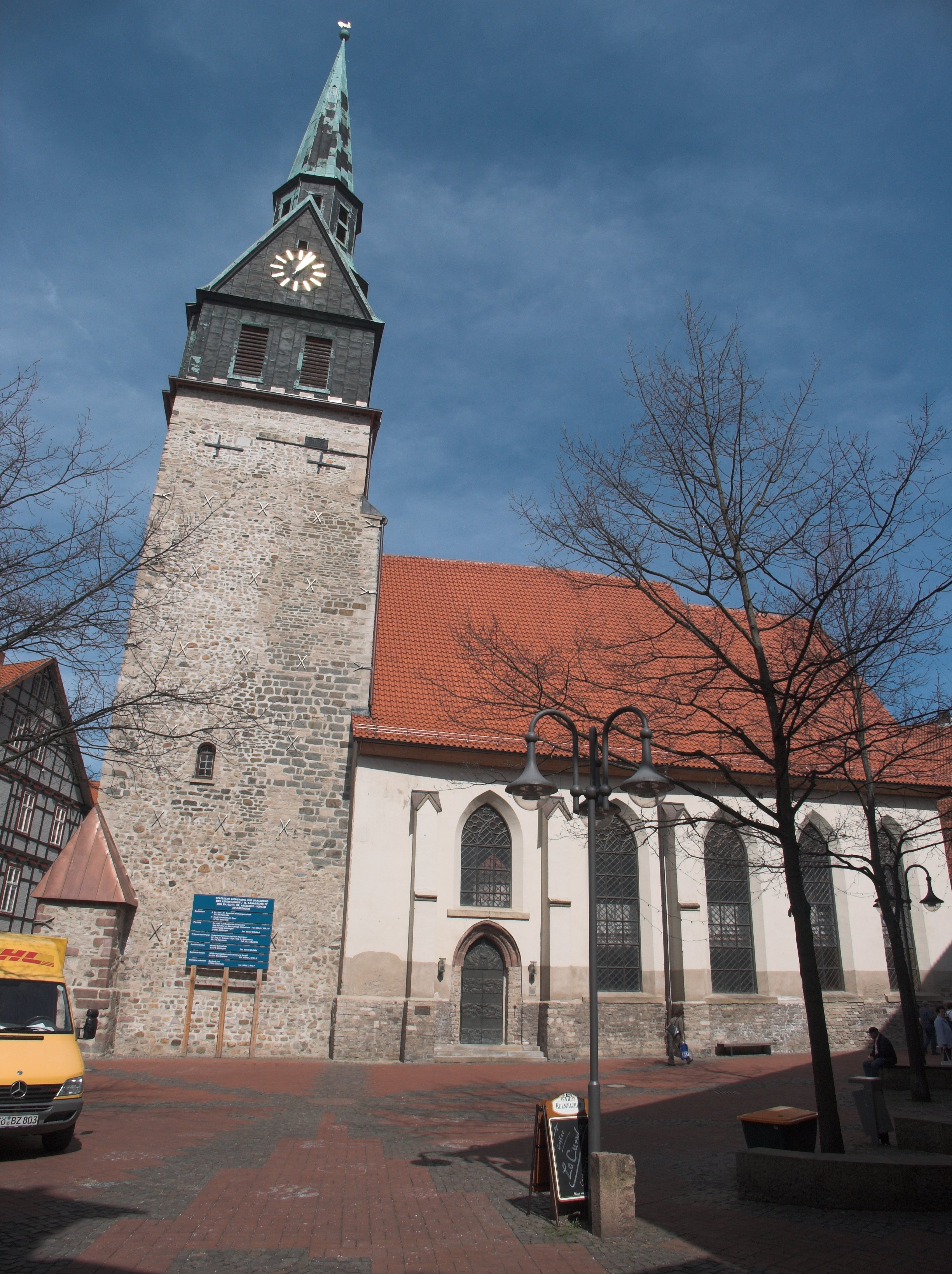
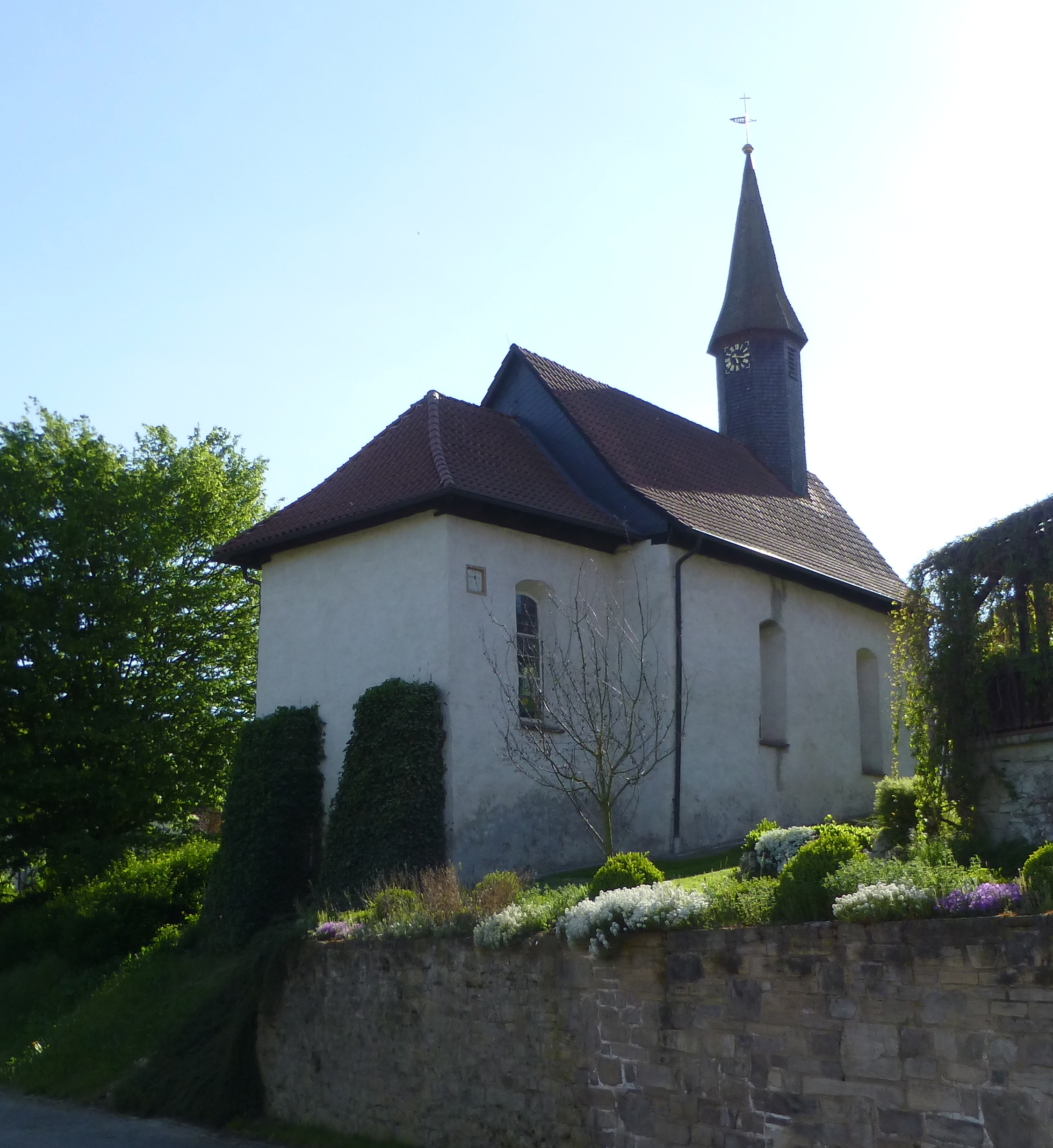
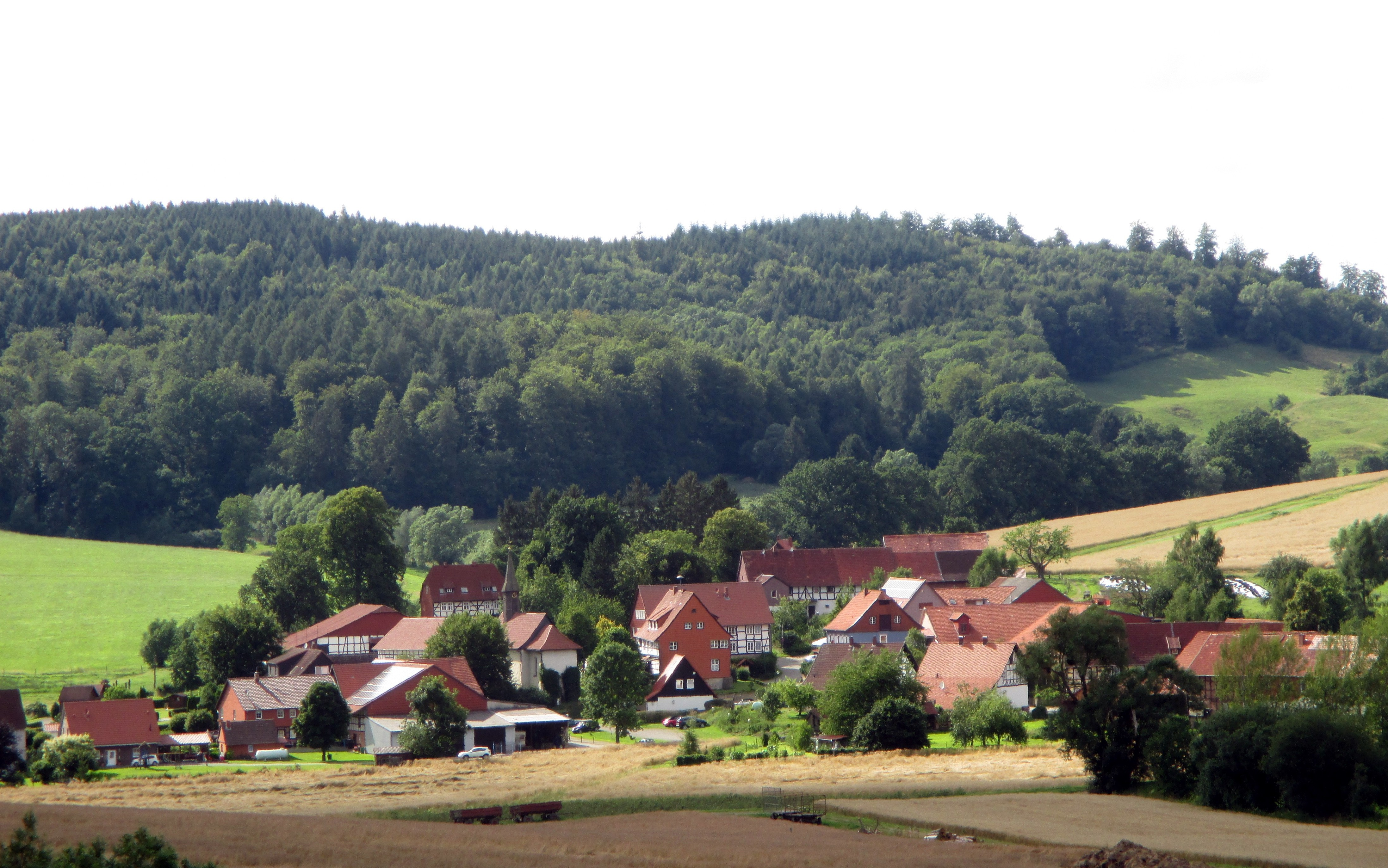
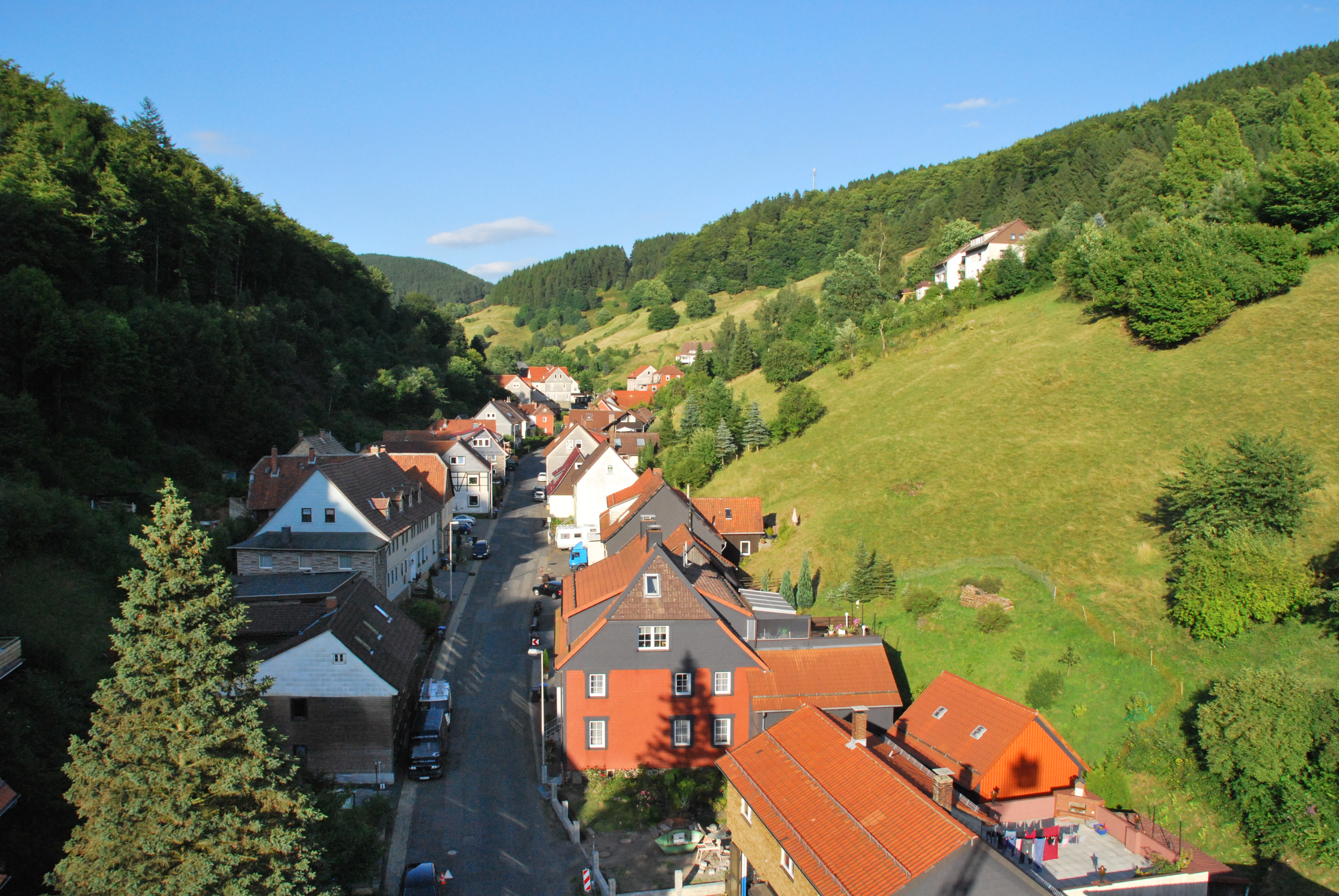
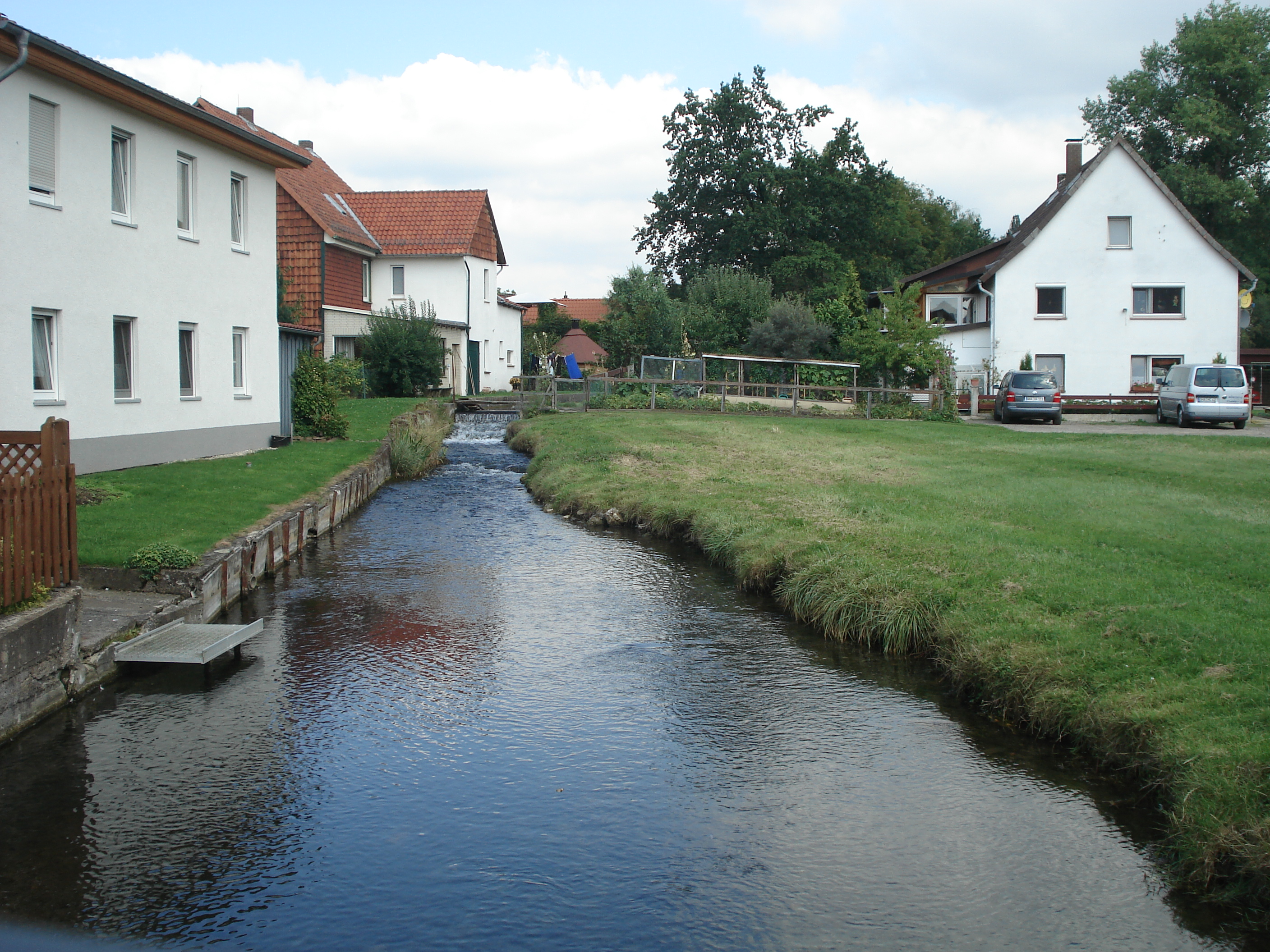
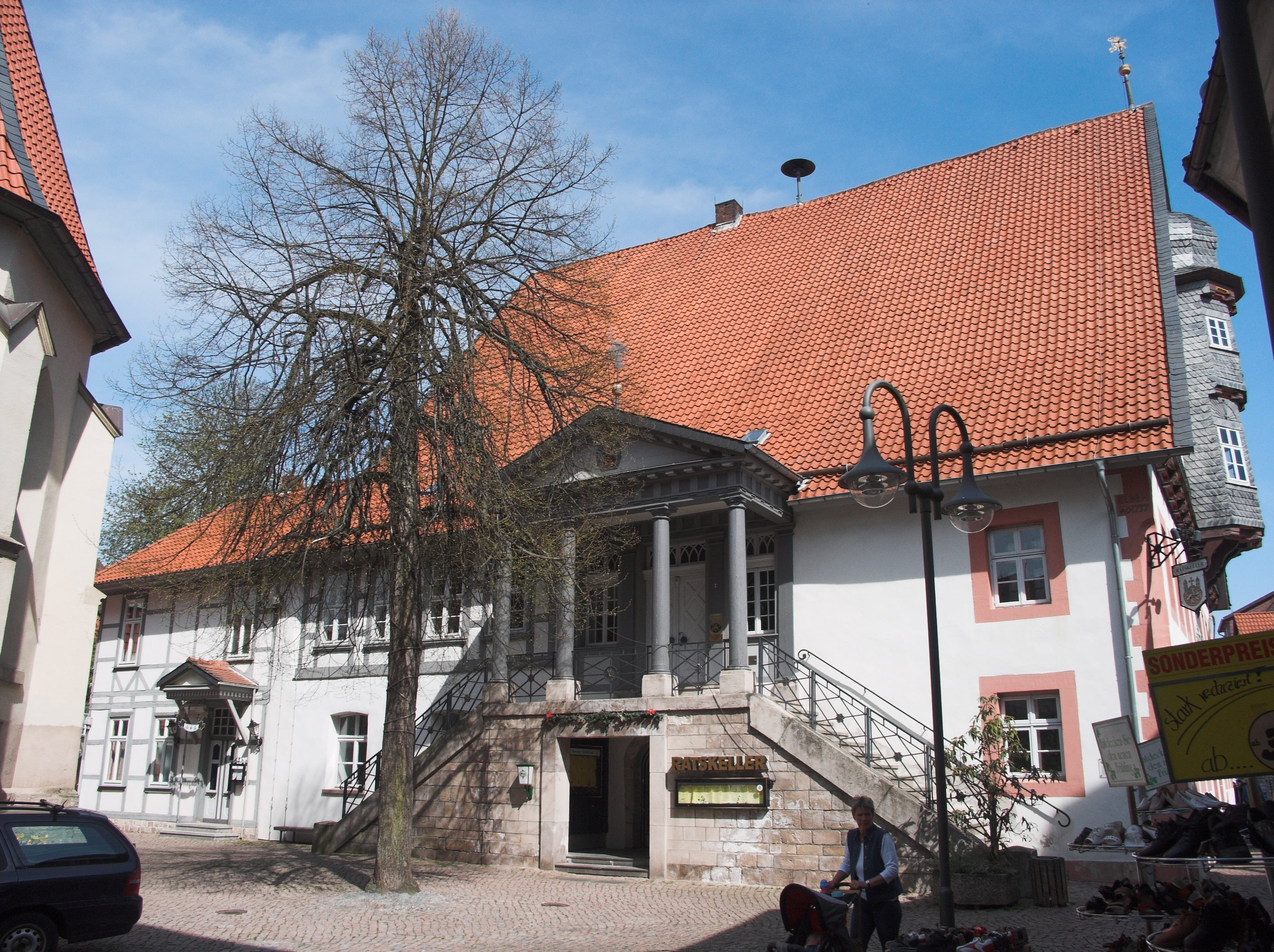
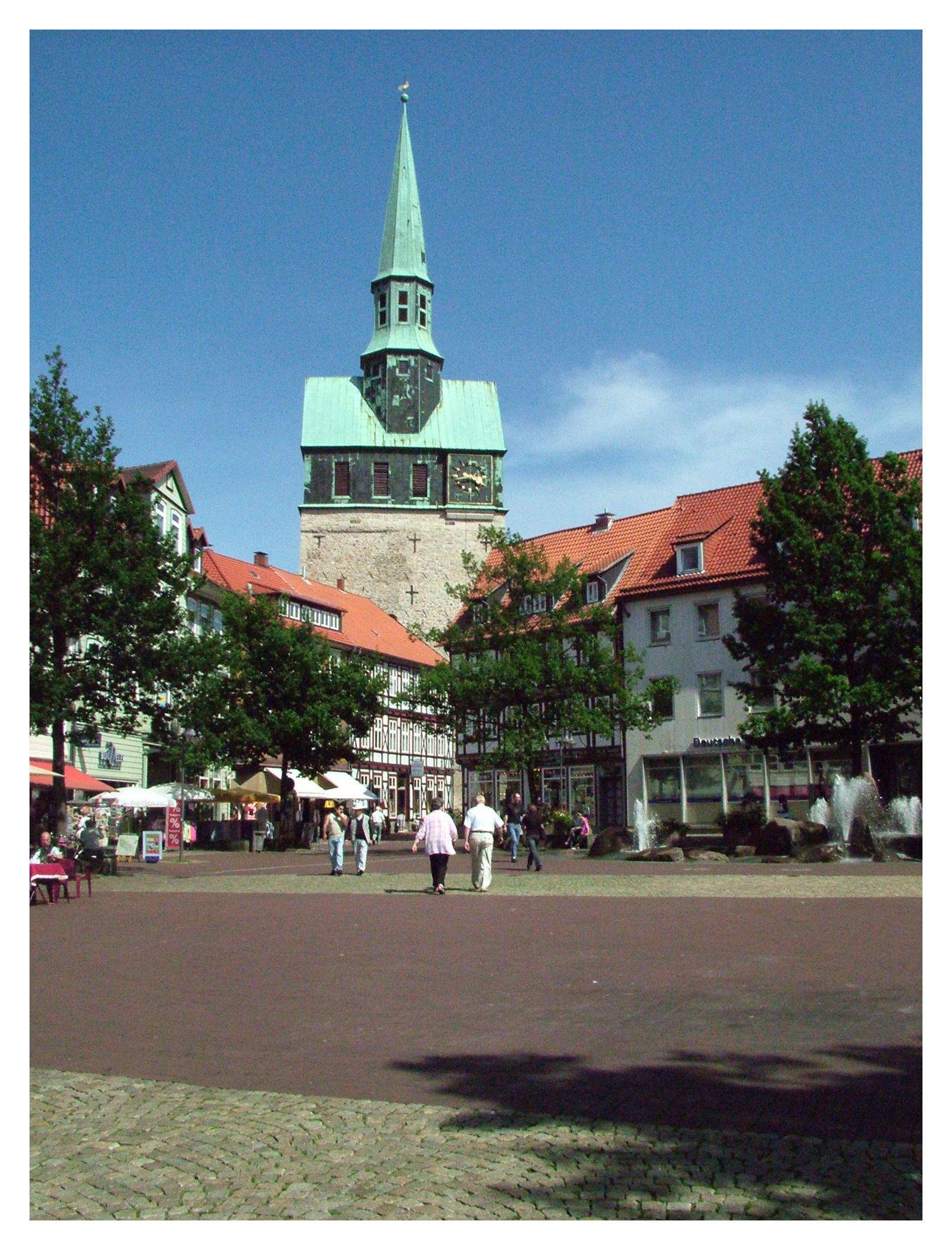

## Népesség
A település népességének változása:
| Lakosok száma | 21 985 | 21 839 | 21 731 | 21 316 | 21 446 | 21 382 |
|               | 2016   | 2017   | 2019   | 2021   | 2022   | 2023   |